# انحراف محور القلب لليسار

محور القلب الكهربائي هو متوسط اتجاه انتشار الإشارات الكهربية في القلب. ويتم قياسه باستخدام تخطيط القلب الكهربائي. وعادة ما تبدأ الإشارات الكهربية من العقدة الأذينية البطينية متوجهة إلى البطين. ويمكن استخدام النظام المرجعي السداسي لتصوير الاتجاهات التي قد تنتقل فيها الإشارة الكهربية.
على الرسم البياني السداسي (انظر الشكل):
- إذا كان المحور الكهربائي يقع بين قيم -30 درجة إلى +90 درجة يعتبر هذا المحور طبيعيا.
- إذا كان المحور الكهربائي بين -30 درجة إلى -90 درجة يُعرف باسم انحراف محور القلب لليسار.
- إذا كان المحور الكهربائي بين + 90 درجة إلى + 180 يُعرف باسم انحراف محور القلب لليمين.[1]